# Sintética
Sintética es un disco del grupo español Nudozurdo, siendo el segundo disco tras su primer disco homómino Nudozurdo (álbum) lanzado en el año 2002. Sintética es considerado por muchos críticos musicales como el afianzamiento de Nudozurdo en la escena independiente del país, llevándoles a varios festivales, entre ellos el Sonorama o el Festival Internacional de Benicássim. 
Con este álbum lanzaron varios sencillos, entre ellos Mil Espejos y Ha sido Divertido, dos de las canciones más consolidadas en las setlist de sus conciertos desde el lanzamiento de Sintética.

## Antecedentes
El grupo, tras tener varios incidentes como la mala masterización de su anterior álbum decidieron volver a los Estudios Box de Madrid bajo la supervisión de Pep Roca en el año 2005, aunque tras la marcha de sus integrantes originales con Felipe Salazar a la batería y Daniel Asúa al bajo y problemas tras el cierre de los Estudios Box dejaron el álbum sin su lanzamiento. Tendrán que pasar más de dos años para que el álbum sea masterizado en los estudios JJ Golden en California.

## Contenido

### Lírico
Leo Mateos, líder intelectual de la banda sigue con el camino marcado por su primer álbum entre lo sexual en Otra Vez:
Otra vez… / Fóllame otra vez / Yo estaré desnuda / Sin saber que hacer 

En Sintética también hay momentos para las rupturas como en Ha Sido Divertido siendo mezclado con cierta ironía y sarcasmo:
Ha sido divertido hacer mil planes juntos / Ha sido divertido que me hayas contagiado / Ha sido divertido habernos insultado / Ha sido divertido, sí

### Melodías e instrumentación
Con una atmósfera abrasiva y unas melodías rápidas típicas del post-punk, acompañado de las letras antes mencionadas hacen que este disco sea considerado bastante oscuro. Las canciones están comprendidas entre los tres y cinco minutos con la excepción de El Hijo de Dios, una canción en la que recita en vez de cantar utilizando una técnica llamada sprechgesang con Leo Mateos recitando un texto durante más de 7 minutos con varias vivencias. 

## Recepción

### Crítica
El álbum recibió buenas críticas, entre ellos destacan las críticas positivas de Je ne Sais Pop (JNSP), de Mondo Sonoro  o de La Fonoteca

## Listado de canciones
Todas las canciones fueron escritas por Leo Mateos.
| Lista de canciones |                     |          |  |
| N.º                | Título              | Duración |  |
| 1.                 | «Mil Espejos»       | 4:33     |  |
| 2.                 | «Negativo»          | 3:49     |  |
| 3.                 | «Ganar O Perder»    | 5:05     |  |
| 4.                 | «Kamikaze»          | 4:19     |  |
| 5.                 | «El Hijo de Dios»   | 7:35     |  |
| 6.                 | «Otra Vez»          | 3:56     |  |
| 7.                 | «No hay Nadie»      | 2:31     |  |
| 8.                 | «Ha Sido Divertido» | 5:08     |  |
| 9.                 | «Ido»               | 4:07     |  |

## Créditos y personal
- Leo Mateos (voz y guitarra)
- Josechu Gómez y Jorge Fuertes (batería)
- Meta (bajo)
- César de Mosteyrin (guitarras)